# Potensmängdsaxiomet
Potensmängdsaxiomet är ett av de mängdteoretiska axiomen. Det är till exempel ett av axiomen i ZFC, d.v.s. Zermelo-Fraenkels mängdteori med urvalsaxiomet som är det dominerande sättet att axiomatisera mängdteori.
Uttryckt med predikatlogikens formella språk lyder axiomet:
{\displaystyle \forall A,\exists B,\forall C,C\in B\leftrightarrow (\forall D,D\in C\rightarrow D\in A)}
Med ord kan axiomet uttryckas:
För varje mängd A finns det en mängd B sådan att för varje mängd C gäller att C är ett element i B om och endast om det för varje mängd D gäller att om D är ett element i C så är D ett element i A.
För att förstå detta axiom kan man först se att uttrycket inom parentes helt enkelt betyder att C är en delmängd till A, d.v.s. axiomet betyder helt enkelt att det för varje mängd A finns en mängd B vars element är delmängderna till A.
Det följer av extensionalitetsaxiomet att denna mängd B är unik och man kallar B för potensmängden till A vilket betecknas PA eller P(A). Axiomet betyder alltså helt enkelt att:
För varje mängd finns en potensmängd.